# Pucón
Pucón (« Entrée de la cordillère » en mapudungun) est une ville et une commune du Chili de la Province de Cautín, se situant dans la Région d'Araucanie dans le Sud du Chili.

## Géographie
Elle se situe à 100 km au sud-est de Temuco, capitale de la région d'Araucanie, et à 780 km au sud de la capitale du pays Santiago du Chili.
Elle appartient, avec Gorbea, Cunco, Villarrica, Loncoche, Curarrehue et Toltén au district électoral no 52 ainsi qu'à la 15e circonscription sénatoriale (Araucanie du Sud).

## Démographie
En 2012, la population de la commune s'élevait à 22 168 habitants. La superficie de la commune est de 1 249 km2 (densité de 56 hab./km²)

## Histoire
Dans le cadre de l'opération de pacification de l'Auricanie visant à coloniser les terres occupées jusque-là par les indigènes mapuches, l'armée chilienne implante en 1883 un fort dans ce lieu. Au cours des décennies des colons européens, principalement allemands, commencent à s'installer. La coexistence pacifique entre les colons et les habitants natifs permit de développer l'élevage et l'exploitation de la forêt en tant que principales ressources économiques durant les premières années. Le développement touristique de la commune débute dans les années 1930 avec la construction du grand hôtel de Pucón financé par les chemins de fer chiliens.

## Économie
L'économie de Pucón est essentiellement basée sur le tourisme, la ville compte de nombreux hôtels et agences de tourisme.

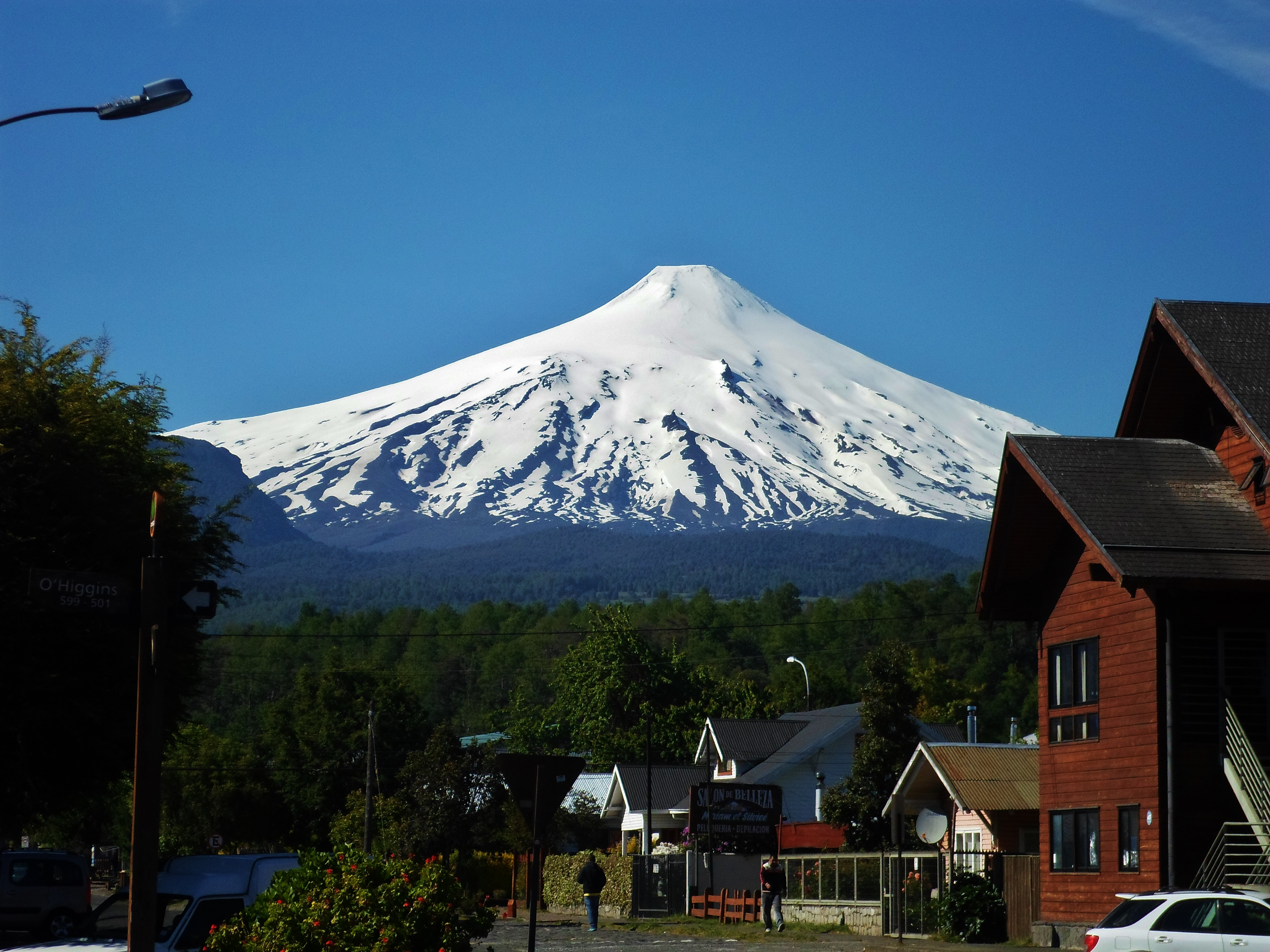
Volcan Villarrica

## Attractions naturelles
Pucón est surtout connue comme la station balnéaire lacustre la plus importante du Chili et connaît une saison touristique estivale très chargée. De nombreuses attractions touristiques sont accessibles tout autour de la ville, telles que des centres thermaux, et une station de ski se situant sur les pentes du volcan Villarrica. Un environnement naturel privilégié permet de profiter de la proximité d'un volcan, d'un grand nombre de parcs naturels (en particulier le Parc national Huerquehue et le Parc national Villarrica) et de nombreuses sources thermales.

Position de Pucón (en rouge) au sein de la Région d'Araucanie.